# Béla Babai
Béla Babai (Kaposvár (Hongarije), ca. 1914 – Nesconset, (New York), 1 oktober 1997) was een Hongaars/Amerikaans muzikant en speler van zigeunermuziek. Babai groeide op in Hongarije en emigreerde in de late jaren 30 naar de Verenigde Staten waar hij bekend werd als "The King of the Gypsy Violin".
Babai groeide op in een zigeuneromgeving waar hij op jonge leeftijd al viool speelde. Op 12-jarige leeftijd speelde hij in een café, een krantenknipsel daarover droeg hij in latere jaren altijd bij zich.
Na zijn emigratie naar de Verenigde Staten merkte hij dat de muziek uit zijn thuisland veel werd gespeeld in Hongaarse restaurants. Babai begon een orkest waarin hij zelf viool speelde, en verder met twee violisten, een bassist, een cimbalist en een cellist.
In 1953 vertrok hij uit Chicago naar New York, waar hij onder andere optrad in het Waldorf-Astoria Hotel.
Babai was gehuwd, en had twee dochters.

## Discografie
- Gypsy Love (1957) (als Bela Babai and his Orchestra)
- An Evening at Chardas (als Bela Babai and his Fiery Gypsies)
- Frénésie Tzigane (als Bella Babaï)
- Gypsy Panorama
- Spiel Für Mich, Zigeuner! (als Bela Babai und sein Ungarisches Ensemble)
- Play For Me Gypsy (als Bela Babai and his Hungarian Ensemble)